# Silberköpfe
Die Silberköpfe (Diretmidae) (griechisch, „di“ = zwei, „eretmos“ = Ohr oder Ruder) sind eine Fischfamilie aus der Ordnung Trachichthyiformes, die im Atlantik, Indischen Ozean und Pazifik in Tiefen von 0 bis 2000 Metern leben. Ausgewachsene Exemplare leben mesopelagial meist unterhalb einer Tiefe von 500 Metern, Jungfische eher epipelagial.

## Merkmale
Die Fische haben einen rundlichen bis ovalen Körper, sind hochrückig und seitlich stark abgeflacht. Sie werden 23 bis 37 Zentimeter lang. Die Augen sind sehr groß. Ihr Durchmesser beträgt etwa die Hälfte der Länge des Kopfes. Die Kiefer reichen nicht bis hinter die Augen. Eine Supramaxillare, ein Hautknochen oberhalb des hinteren Endes der Maxillare, ist vorhanden. Sie besitzen keine Seitenlinie. Rücken- und Afterflosse haben keine Hartstrahlen und 24 bis 30 bzw. 19 bis 22 Weichstrahlen. Die kleinen Bauchflossen haben einen kräftigen Hart- und sechs Weichstrahlen. Die Bauchlinie ist mit einem scharfen Bauchschuppenkiel versehen. Die Anzahl der Branchiostegalstrahlen liegt bei sieben bis acht, die der Wirbel bei 20 bis 32.

## Systematik

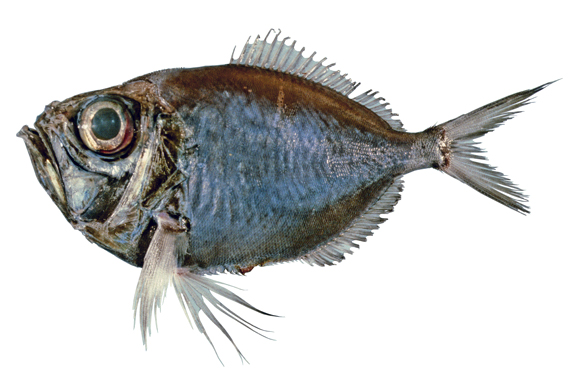
Diretmichthys parini

Es gibt vier Arten in drei Gattungen:
- Diretmichthys Kotlyar, 1990
  - Diretmichthys parini (Post & Quéro, 1981)
- Diretmoides Post & Quéro, 1981
  - Diretmoides pauciradiatus (Woods, 1973)
  - Diretmoides veriginae Kotlyar, 1987
- Diretmus Johnson, 1864
  - Diretmus argenteus Johnson, 1864